# ロジャーズ・パーク
ロジャーズ・パーク（Rogers Park）は、イリノイ州シカゴのコミュニティ・エリアの1つでノース・サイドに位置している。ロジャーズという名前はアイルランド出身の開拓者フィリップ・ロジャーズにちなむ。

## 地形
シカゴの最北東に位置しており、北にはエバンストン、東にはミシガン湖、西にはウエスト・リッジ、南にはエッジウォーターと接している。東側の地域をイースト・ロジャーズ・パーク、南側をロヨラと呼ばれる。

## 交通
シカゴ交通局（CTA）のレッド線がエリア内の中央を通っており、ハワード駅、ジャーヴィス駅、モース駅、ロヨラ駅がある。

## 自然
10の公園がある。

## 教育
ロヨラ大学シカゴのキャンパスがある。